# Saint-Barbant
Saint-Barbant ist eine Commune déléguée in der französischen Gemeinde Val-d’Oire-et-Gartempe mit 336 Einwohnern (Stand 1. Januar 2022) in der Region Nouvelle-Aquitaine, im Département Haute-Vienne und im Arrondissement Bellac. Die Bewohner nennen sich Saint-Barbanteaux.
Die Gemeinde Saint-Barbant wurde am 1. Januar 2019 mit Thiat, Bussière-Poitevine und Darnac zur Commune nouvelle Val-d’Oire-et-Gartempe zusammengeschlossen. Sie hat seither den Status einer Commune déléguée.

## Lage
Die Gemeinde grenzte im Nordosten an Bussière-Poitevine, im Osten an Saint-Bonnet-de-Bellac, im Süden an Saint-Martial-sur-Isop, im Südwesten an Asnières-sur-Blour, im Westen an Luchapt und Mouterre-sur-Blourde sowie im Nordwesten an Adriers.

## Geologie
In Saint-Barbant gibt es den sogenannten Saint-Barbant-Quarzdiorit als Teil der Limousin-Tonalitlinie.

## Bevölkerungsentwicklung

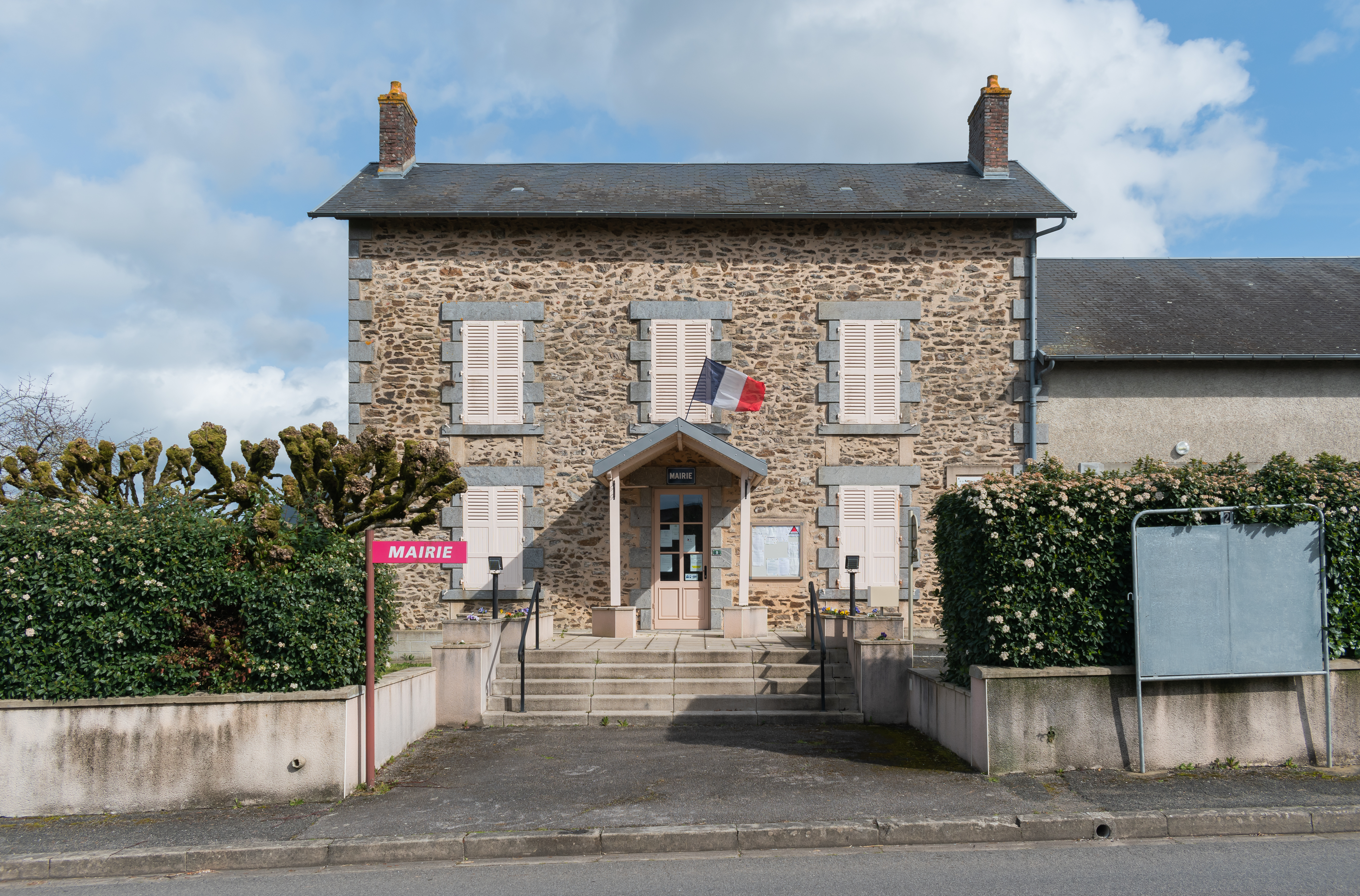
Ehemaliges Rathaus

| Jahr      | 1962 | 1968 | 1975 | 1982 | 1990 | 1999 | 2008 | 2013 |
| --------- | ---- | ---- | ---- | ---- | ---- | ---- | ---- | ---- |
| Einwohner | 774  | 651  | 571  | 475  | 360  | 370  | 352  | 368  |

## Persönlichkeiten
- Fernand Foureau (1850–1914), Afrikaforscher und Kolonialgouverneur